# Manfred Dreyer

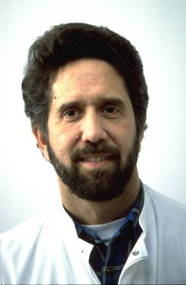
Manfred Dreyer

Manfred Dreyer (* 18. Oktober 1950 in Hamburg) ist ein deutscher Internist und Diabetologe aus Hamburg.

## Beruflicher Werdegang
Dreyer studierte von 1971 bis 1976 Medizin an der Universität Hamburg. Von 1976 bis 1977 war er als Medizinalassistent im Universitätsklinikum Hamburg-Eppendorf tätig. Nach Tätigkeiten 1977/78 als Stabsarzt bei der Bundeswehr und von 1978 bis 1979 als Arzt an der Kardiologischen Reha-Klinik Bad Segeberg war er ab 1979 erneut am Universitätsklinikum Eppendorf tätig. 1986 wechselte Dreyer als leitender Oberarzt an das Bethanien-Krankenhaus. 1986 habilitierte er sich an der Universität Hamburg. 1987 wurde ihm die Venia legendi als Privatdozent für das Fach Innere Medizin verliehen. 1992 wurde er zum Professor an der Universität Hamburg ernannt und zum Chefarzt der Abteilung für Diabetes und Stoffwechselkrankheiten des Krankenhaus Bethanien in Hamburg-Eppendorf. Er leitete die Klinik bis 1995 und war ab 1996 Ärztlicher Direktor des Krankenhauses. 2006 wechselte er als Chefarzt in das Zentrum für Innere Medizin des Asklepios-Westklinikums in Hamburg-Rissen.
Von 1995 bis 1999 war Dreyer Vorsitzender des Ausschusses Schulung und Weiterbildung der Deutschen Diabetes-Gesellschaft. Ab Dezember 2000 war er Vorsitzender des Bundesverbandes Klinischer Diabetes-Einrichtungen (BVKD) e. V. und ist seit Juli 2001 Mitglied der Leitlinienkommission der Deutschen Diabetes-Gesellschaft und einer der Autoren der Leitlinie Behandlung des Diabetes mellitus Typ 1.
Manfred Dreyer war maßgeblich am Aufbau von Patientenschulungsprogrammen für Diabetiker in Norddeutschland beteiligt. 1988 eröffnete die erste Diabetes-Schulungsstation Norddeutschlands am Krankenhaus Bethanien in Hamburg-Eppendorf.

## Schriften (Auswahl)
- Manfred Dreyer: Die Wirkung von Droperidol auf die Plasmaspiegel von Wachstumshormon und Prolaktin sowie Cortisol bei Akromegalen. Dissertation, Universität Hamburg 1977.
- Manfred Dreyer (Hrsg.): Vaskuläre Komplikationen und therapeutische Konsequenzen beim Diabetes mellitus. Springer-Verlag, Berlin 1990, ISBN 3-540-52597-1.
- Renate Jäckle, Axel Hirsch, Manfred Dreyer: Gut leben mit Typ 1-Diabetes. Urban und Fischer-Verlag, 7. Auflage 2010, ISBN 978-3-437-45756-2
- Manfred Dreyer et al.: Behandlung des Diabetes mellitus Typ 1. Leitlinie der Deutschen Diabetes-Gesellschaft, online abrufbar (PDF; 1,2 MB)